# Фиренцуола
Фиренцуо̀ла (на италиански: Firenzuola) е малко градче и община в централна Италия, провинция Флоренция, регион Тоскана. Разположено е на 422 m надморска височина. Населението на общината е 4932 души (към 2011 г.).